# Hajfa Merkaz-ha-Szemona
Hajfa Merkaz-ha-Szemona (hebr. חיפה מרכז – השמונה) – główna stacja kolejowa w Hajfie, w Izraelu. Jest obsługiwana przez Rakewet Jisra’el.

Stacja znajduje się w północnej części miasta Hajfa. Przy stacji jest terminal pasażerski w porcie Hajfy. Dworzec jest przystosowany dla osób niepełnosprawnych.

## Połączenia
Pociągi z Hajfy jadą do Naharijji, Tel Awiwu, Lod, Modi’in, Rechowot, Aszkelonu i Beer Szewy.